# عنان (دهستان)
 عنان  (در عربی:  العَنان )
دهستانی بزرگی است در عزلهٔ (خولان الطیال)، در ناحیه (القُّرَوی)، از توابع استان اِب، در کشور یمن در شبه جزیره عربستان. این دهستان به (قبائل حاشد) و (أل عنان) نسبت داده شده‌است، چنانکه مؤرخ:(الأکوع) می‌نویسد: آل عنان بزرگترین قبائل صاحب نفوذ منطقه بوده أند، و در آن دوران قسمت گسترده أی از این منطقه تحت فرمان عشایر بنی حاشد بوده أست. 

## جمعیت
جمعیت این دهستان در حدود ( ۸۹۸۱ نفر و (۲۱ خانوار) می‌باشد. 

## روستاها
روستاهای توابع این دهستان عبارتند از:
- روستای: عَناقَة
- روستای: بَنو عِمساس
- روستای: جبل عُمَیقة
- روستای: عَمقة
- روستای: عَمَق
- روستای: آل عُمَیر
- روستای: عَمیش
- روستای: العمیشة
- روستای: عَندل
- روستای: عَنس